# Kvelde
Kvelde este o localitate din comuna Larvik, provincia Vestfold, Norvegia, cu o suprafață de 0,67 km² și o populație de 943 locuitori (2013).